# Велика Борла
Велика Борла (рос. Большая Борла) — село в Тереньгульському районі Ульяновської області Російської Федерації.
Населення становить 404 особи. Входить до складу муніципального утворення Білогорське сільське поселення.

## Історія
Від 2004 року входить до складу муніципального утворення Білогорське сільське поселення.

## Населення
| 2010 |
| ---- |
| 404  |